# 金竹小
金竹小是日本政治名词，指1987年至1992年操纵日本政坛的竹下派的3名首脑，分别由金丸信、竹下登、小泽一郎三人名字中的一个字组成。其中竹下登曾历任首相、自民党总裁、竹下派会长等要职，当时为竹下派的实际首脑。金丸信曾历任副首相、自民党副总裁等要职，当时任竹下派会长。小泽一郎曾历任自民党干事长、国家安全委员会委员长等要职，当时任竹下派代理会长。1992年金丸信因卷入东京佐川急便事件被迫退出政坛，竹下登与小泽一郎因竹下派后任会长人选闹翻后，金竹小集团正式解体。